# Clawton
Clawton – wieś i civil parish w Anglii, w Devon, w dystrykcie Torridge. W 2011 civil parish liczyła 311 mieszkańców. Clawton jest wspomniana w Domesday Book (1086) jako Clavetone/Clavetona.